# Igazság (filozófia)

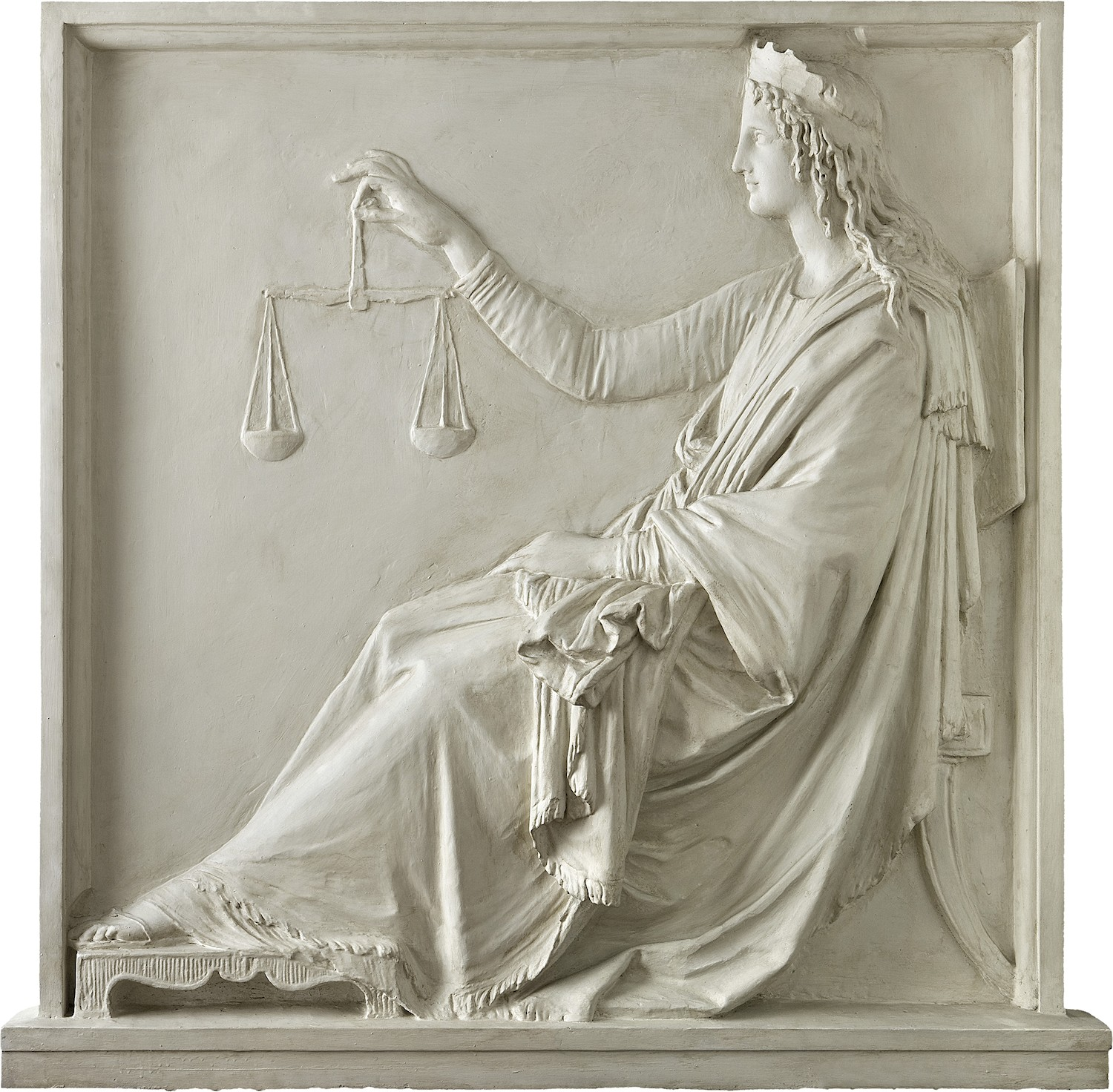
Antonio Canova: Iustitia (1792) – Milánó, Piazza Scala Képtár

Az igazság a valóság ellenőrizhető tényei, és az erről szóló állítások megfelelése egymásnak. Az egyik legvitatottabb filozófiai fogalom – az olyan fogalmakkal együtt, mint például a "szépség", a "létezés", a "kötelesség" vagy "Isten".

## Meghatározások

### Értelmező szótár szerint
1. a dolgok igaz, vagy tényleges állapota: “igazat mondani”
2. az adott ténnyel vagy valósággal való egyezés: “az állítás igazságának megvizsgálása”
3. egy ellenőrzött és vitathatatlan tény, állítás, elv stb. matematikai igazság: 2+2=4
4. stb.…

### Webster szótára szerint
1. Igaznak lenni, mint
(a) Alkalmazkodás tényhez, vagy valósághoz;
pontos összhang azzal ami van, volt, vagy lesz
(b) Alkalmazkodás a szabályhoz;
pontosság;
egy példával, létmóddal, másolt tárggyal való közeli egyezés.
“Nagyban a vasmunka igazságán múlik az, hogy az eke igaz-e” --John Robert Mortimer
(c) Valószerűség;
állhatatosság;
rendületlenség;
hűség.
“Sajna! barátok voltak fiatalon, de a suttogó nyelvek mérgezhetik az igazságot”. --Samuel Taylor Coleridge.
(d) Az igazmondás gyakorlata, hamisságtól való szabadság, valaminek igaz volta.
“Ha ez nem bizonyul elégnek, úgy kell tűnnie, hogy a rosszindulat koptatja le az igazságot” --William Shakespeare
2. Az, ami igaz, vagy minden körülmények között bizonyos;
dolgok valós állapota;
tény;
valóság;
valaminek igaz volta.
“Mondjatok igazat egymásnak” Zakariás 8:16
“Vágyom az igazságot tudni…” – William Shakespeare
“Az igazság az igazán anyagi tényekből törvényszerű következtetésen múlik, vagy csakis – csak az által található meg.” – Coleridge.
3. Egy igaz dolog;
egy ellenőrzött tény;
egy igaz kijelentés vagy állítás;
egy megalapozott elv, rögzített törvény és hasonlók, mint az erkölcs nagy igazságai.
“…úgy…dicsekedésünk is igaznak bizonyult.” 2Kor.7:14
4. Tisztesség; igaz vallásosság
“…a kegyelem és igazság Jézus Krisztus által jelent meg.” – Ján.1:17
“Szenteld meg őket az igazsággal: a te igéd igazság. ” – Ján.17:17
Kifejezések:
{igazságban} ~ valójában, ténylegesen
{az igazságnak a…} ~ valóságban, ténylegesen
{tenni az igazságot} ~ az Isten parancsolatának gyakorlása
“Aki pedig az igazságot cselekszi, a világosságra megy…” – Ján.3:21

### A Bibliában
A héber ʼemethʹ szó, melyet gyakran úgy fordítanak, hogy „igazság”, olyasvalamit jelenthet, ami szilárd, megbízható, biztos, hű, igaz, illetve igaznak bizonyul. A görög a·léʹthei·a szó a hazugság vagy az igazságtalanság ellentéte, és olyan dolgokra utal, amelyek összhangban vannak a tényekkel, illetve azzal, ami igaz vagy helyénvaló.

#### János evangélista szerint
„Isten szellem, és akik őt imádják, azoknak szellemmel és igazsággal kell imádniuk.” (Ján 4:24) és
Jézus mondja: “Én vagyok az út, az igazság és az élet.” (Ján14:6)

#### A Biblia más helyein
- Az igazság a hamisság ellentétje – Példabeszédek 12:17
- Az igazság hűség és igazságosság – Ézsaiás 59:15-16 és Jeremiás 7:28
- Az igazság “az evangélium igazsága” – 2Tim3:7 és 4:4

#### Katolikus nézet
1. a tudó és a tudott közötti viszony.
2. a tudó és tudásáról tett kijelentése közötti viszony.
3. a dolog maga és annak Isten által elgondolt fogalma közötti viszony.

Az első kategóriát logikai igazságnak, a másodikat erkölcsi igazságnak, a harmadikat pedig lételméleti(Ontológia) igazságnak nevezik. Mindhárom esetben a viszonyt vagy 1) hasonlónak, 2) megfelelőnek vagy 3) egyezőnek nevezhetjük.

### Az ind filozófiában
Az ember gondolatának, beszédének és cselekedetének igazsága és igazságossága.

## Az igazság alapproblémája
A fenti meghatározásokból láthatjuk, hogy az igazság egy kijelentésnek, vagy állításnak a saját tárgyához való viszonyát jelenti. Az igazság minden nehézsége ebből a viszonyból származik. Az igazság természetének kutatása a vallás, filozófia, matematika, jogászat és tudomány területein egyaránt központi helyet foglal el. Eltérő igényeiknek megfelelően ezek mindegyike más- és másféle módszereket használ az igazság kiderítésére. Az igazságot nehéz megismerni, mert a világ összetett, s minél messzebbre megy az ember a megismerés útjain akár a fizikában, a gazdaságtanban, a logikában, a vallásban, stb., számára az igazság annál furcsábbá válik. Antoine Lavoisier (1743-94), a híres francia tudós Tao Le Ching alapján ezt valahogy úgy fogalmazta meg hogy “…minél többet tanul az ember, annál kevesebbet tud…”. Ez a látszólagos ellentmondás nyilvánvalóan nem a tanulást ellenezte, hanem arra mutat, hogy a megismerés a világ látszólag végtelen komplexitásával hadakozik.
Arthur Schopenhauer 1818-ban a filozófia feladatáról azt mondta hogy “…A feladat nem annyira az, hogy korábban senki által nem látott dolgokat lássunk meg, mint inkább az, hogy korábban senki által nem gondolt gondolatokat gondoljunk azokról a dolgokról, amiket mindenki lát…De az élet rövid, az igazság messzire hat és sokáig él: mondjuk tehát az igazságot.”
Sajnos ezt könnyebb mondani, mint csinálni. A nehézség többrétű: egyrészt értenünk kell az állítás tárgyát, a valóságot, másrészt pedig meg kell vizsgálnunk az állításnak és tárgyának viszonyát. Az előző feladat az ismeretelmélet (episztemológia) területéhez tartozik, a második a logikához.
Az igazság alapproblémája ennek alapján tehát kettős. Egyrészt fogalmat kell alkotnunk a viszonyítási alap által okozott nehézséget illetően, másrészt pedig egy életképes elméletet kell alkotnunk arról, hogy amiben áll az igazság maga, vagy más szóval: “Mi az igazság természete?”. Egy példával megmutatva: az állítás és tárgya viszonyának vizsgálatakor nem az a kérdés hogy mondjuk, valóban léteznek-e földönkívüli lények, hanem az, hogy mit jelent egy olyan állítás, hogy vannak földönkívüli lények. Az első kérdésre az űrbiológusok keresnek választ, a másodikra pedig a logikára szakosodott filozófusok. A későbbiekben ez utóbbi témában kialakult nézetekre térünk ki.

## Ismeretelmélet
A német filozófus Karl Jaspers (1883–1969) Schopenhauerhez hasonlóan fejezte ki magát: „…a filozófia lényege nem az igazság birtoklása, hanem az igazság kutatása… Az igazság soha nem ”gyártható„, csak található. Részben érzékeléssel, részben értelemmel. Egy állítás, ami nem volt igaz felfedezése előtt soha nem válhat igazzá semmilyen felfedezéssel sem…”. Az ismeretelmélet az igazság alapvető tulajdonságának a változatlanságot tartja, a vélemény változásával ellentétben. A relativizmus legjobb próbálkozásai ellenére a történész a múlt olyan elbeszélésére törekszik, ami a jövőbeli nyomozásokat kiállja. A tudós olyan felfedezésben reménykedik, ami a jövő kihívásainak ellent áll. A mérnök a tudós kutatásai alapján olyan gépet igyekszik tervezni mely a várható feladatnak eleget tud tenni…stb. Minden igyekezetnek az igazság ismerete ad alapot és célt. Az igazságot nem lehet kitalálni, csak felfedezni. A tudomány változik, s úgy gondoljuk, hogy korábbiaknál „jobbak” jelenlegi ismereteink, és várhatóan javulni fognak a jövőben is. De ez a javulás definíció szerint is az „igazság”-hoz való közelítést jelenti, s ha ennek van valamilyen értelme, akkor az a változatlan abszolút irányába kell hogy fejlődjön. Ennek alapján tehát az igazságot meg kell különböztetni a felfedezés módjától. Ahogy korábban is említettük az igazság a valóság és a róla alkotott elképzelés viszonya és e viszony vizsgálásával foglalkozik az ismeretelméleti logika.
Az ismeretelmélet a tudás, és megismerés eredetével foglalkozik és kialakulási folyamatát három részre osztja: ismeret, értelem és bölcsesség. Az ismeret a tények megismerésére utal amit tapasztalati úton való ismeretszerzéssel, vagy a mások által már összegyűjtött ismeretek megtanulásával történik. Az értelem a megismert tények rendszerbe szerkesztését, e szerkezetek egymás közötti kölcsönhatásait és azok következtében való időbeli változásait írja le és fő tudományága a rendszerdinamika. A bölcsesség egyik meghatározása szerint a megismert szabályok alkalmazási területének ismerete (pontosabban az, hogy egy adott szabályt hol NEM kell használni: “az okos esze alkalmazza a szabályt de a bölcs szíve megtöri azt” ~ ősi kínai mondás).

### Megismerési folyamat
A megismerési folyamat modellezéshez hasonlítható: elménkben a dolgok, a valóság modelljét építjük fel, s e modell segítségével lehetséges helyzeteket hozunk létre, amik bennünket az adott helyzetnek (ismereteinknek, értelmünknek és bölcsességünknek) legmegfelelőbb döntéséhez segíthetnek. E meghatározásból is nyilvánvaló hogy a „valóság”-ot illető végső döntés egy meglehetősen összetett szellemi tevékenység eredménye. Ha ehhez hozzávesszük azt a tényt, hogy e folyamat tudatunktól csaknem függetlenül indul el (mivel a bennünket érő hatásokat agyunk egy bizonyos alapvető szinten a tudatosulást megelőzően feldolgozza, megszűri vagy kiegészíti), és csak azután formálhatunk véleményt róluk, akkor láthatjuk, hogy a kérdéses „igazság” „valóság” része a kezdetektől fogva meglehetősen szubjektívnek tekintendő.

### Indukció vs. dedukció
Mintha ez nem is lenne elég, az ismeretszerzés iránya is nagy hatással van ítéletünkre.
Mint azt korábban láthattuk, a valósággal nincs közvetlen tudatos kapcsolatunk. Érzékszerveinket használjuk ismereteink gyűjtésére, azokból az észleléseinket képviselő szerkezeteket építünk, melyek az idő próbái által maguk is építőkockákká válnak és ily módon egyre összetettebb eszmei mintát alkotunk világunkról és az abban lévő szereplők egymás közötti viszonyaikról. Idővel eljutunk odáig, hogy e modell időbeli változásait magát is követni tudjuk egy hasonló szellemi tevékenységgel, így mintánk nem csak a viszonyokat, hanem a szereplők kölcsönhatásait is nyomon tudja követni, azaz bizonyos lehetséges fejlődési irányzatokat előre ki tud dolgozni. Ezt a módszert tehát az ismeretszerzés és azok feldolgozása általi szerkezet építése jellemzi: az ismeretekből gondolkozással újabb ismereteket teremtünk, azaz a sajátostól az általános felé törekszünk, amit a filozófiában indukciónak neveznek. (Ezt úgy lehet elképzelni mint egy piramis építését: köveket gyűjt az ember és alulról felfelé építkezik.) A megismert tényekből szerkesztett elméleti modellünkből azután szabályokat állítunk fel, melyek először tudományos elméletekként szerepelnek tudatunkban (mely azt jelenti hogy “jelenlegi ismereteink szerint a dolgok a következőképpen függhetnek össze”), majd az idő próbáinak kiállásával lassan-lassan tudományos tényekké alakulnak. Gyakran az ilyen elméletek a vadonban épült úthoz hasonlítható annyiban, amennyiben az ismereteinket összekötő utakon szabadon közlekedhetünk anélkül, hogy a közben lévő területről pontos ismereteink lennének. Viszont -ahogy az út esetében is- ez elméletek lehetőséget adnak számunkra az ismeretlen (közbenső) területek viszonylag könnyű felfedezésére (erre egy példa: a csillagászati megfigyelések alapján a bolygók mozgására kidolgozott elmélet számításai segítségével többek között a Pluto létezése is évekkel a felfedezése előtt “ismert” volt). E folyamat során az elméletet alkalmazzuk újabb tények megismerésére, azaz az általánostól a sajátos felé törekszünk, melyet a filozófiában dedukciónak neveznek.
Az emberiség e tudományos gondolkodásmódja a tudatának fejlődésével alakul ki a természetes egyéni fejlődésünkhöz hasonlóan: a gyermeki tudatunk többlépcsős folyamaton keresztül “növekszik” fel (a látszólag régebben általánosabb) öregkori bölcsesség felé.
A bűnbeesés előtt Ádám és Éva az Éden kertjében éltek gondtalan életet és Isten az esti szellőben beszélgetett velük (1Mózes 3:8). Ez a paradicsomi állapot a gyermekekéhez hasonló tudatállapot lehetett, s tevékenységeiket nem öntudatos választások vezérelték (sok vallásos felfogás szerint az emberiség végső célja jelenleg is az, hogy e tudatállapotba visszakerüljenek: a keresztények megtérésről beszélnek a buddhisták megvilágosulásról stb.). Ebben az állapotban a tudományos szemléletünk számára egyelőre ismeretlen módon az ösztönök segítségével az állatok valamilyen más ismeret-feldolgozási rendszer alapján élik életüket (értjük azt, hogy milyen mechanizmus alapján indul el a tojásból kibúvó teknősbéka pontosan a csillogás felé?). Ezt néha a hatodik érzéknek nevezik.
A filozófia már korai fejlődési szakaszában is megkülönböztette a két eltérő gondolkodásmódot. A civilizáció kezdetén az emberiség tudatos ismeretanyaga korlátozott volt és még napjainkban is alázattal kell megvallanunk világunk korlátoltságát: terünk alulról is felülről is korlátozott, időnk csak egy irányban “mozog”, és a legújabb elméletek szerint világunk másik hat kiterjedését csak matematikailag tudjuk értelmezni. Ezek a korlátok tudatos és tudattalan felismerése teszi szükségessé a hiánypótló idealista szemlélet fenntartását. Az anyag elsődlegességét valló realistákkal (akik szerint a tudat az anyagi elme tevékenysége) szemben az tudat elsődlegességét valló idealista szemlélet szerint (az anyag a tudat meglétesülése) létezik egy örökkévaló, mindentudó, mindenható valaki, aki az (emberi) értelmen kívül és azon felül létezik és az emberiségnek lehetősége van e hatalomnak engedve vezéreltetnie magát. Sok vallás ezt a valakit antropomorfizált istenekként (Isten) írja le és szent könyveikben összegyűjtött végső igazságnak tartott parancsok, utasítások és tanítások elsajátításával és betartásával próbálnak választ adni az itt-és-most kérdéseire. Filozófiailag ez a szemléletmód a mindentudás már meglévő ismereteinek (örök igazságok) felhasználásával vonnak le azokból következtetéseket, tehát az általánostól a sajátos felé törekszenek. Ezt úgy lehet elképzelni, mintha egy piramist az égből lefelé építenénk.

A gömb úgy is definiálható, hogy az a test, ami egy kört átmérője körül megforgatva keletkezik. Ha a kört ellipszissel helyettesítjük, akkor az eredmény forgásellipszoid lesz

A két szemléletmódnak az idők folyamán közös területe is kialakult, melyen belül az ismeretek mindkét megközelítés által elismert tényeknek tekinthetőek. Példaképpen említsük meg a hit és a tudás viszonyát. Amikor azt mondjuk, hogy “tudom hogy a Megváltóm él”, nyilvánvalóan másféle tudásról beszélünk mintha azt mondanánk, hogy “tudom hogy a golyó kerek”.
Mert én tudom, hogy az én megváltóm él, és utoljára az én porom felett megáll.ˇÉs miután ezt a bőrömet megrágják, testem nélkül látom meg az Istent.
Hasonlóan: ha valaki hisz abban, hogy “kettő meg kettő az négy” hite más jellegű, mintha valaki hisz Jézus Krisztus megváltó munkájában. A lényeg itt az, hogy az indukció során tudásról, a dedukció során pedig hitről van szó. Ha az evolúciót tudományos elméletnek vesszük, akkor egy olyan kijelentés, mint “hiszek az evolúcióban” arra utal, hogy “a (jelenlegi) tudományos elméletből kiindulva a következő következtetéseket vonhatjuk le… nézzük meg, hogy bizonyítható-e?” – logikai dedukció. Mikor pedig vallástudományról beszélünk akkor azt mondjuk hogy “hit-ismereteinkből következve az is igaz hogy…” – logikai indukció.
Fontos ezt a különbséget szem előtt tartani, mert másképp az evolúciót vallássá formáljuk, vagy a pedig -a másik végletben- vég nélkül vitatkozhatunk a teremtés hét napjáról. A hit és a tudás tehát olyan mint egy lap két oldala: egyszerre csak egyiket olvashatjuk. Korunkban több ilyen kifordítással találkozhatunk, aminek eredménye az értelmes eszmecsere ellehetetlenülése.
Mindezekből láthatjuk hogy az igazság értékelése mindjárt a viszonyítási alap értelmezésénél problémákat hoz fel. A valóságról szerzett ismereteink nem csak a szubjektív megfigyelés, hanem annak feldolgozásának, értelmezésének következménye is, s mindezek saját kultúránk befolyása alatt áll. Mindennek a következménye egy szubjektív valóság. Most nézzük meg azt, hogy mit tudunk a kijelentés és a valóságunk viszonyáról megállapítani.

### A valóság fokozatai
Az európai és főleg a német filozófusok a valóság természetét és fogalmát illetően a szubjektívtől a legszigorúbbig a különböző fokozatokat állapítottak meg:

#### Egyszerű valóság
Az egyszerű valóság az érzékszerveinkkel közvetlenül tapasztalható tér-időben lévő dolgok összessége. Ebben a tudat-környezetben élő emberek számára a tudományos módszereink és a logika szabályai teremtenek egy valóságot és sokan ebből a világmindenségben általános érvényű szabályokat próbálnak felállítani. Azonban tapasztalataink szerint időnként kilépünk ebből a tudatkörnyezetből és olyan világba lépünk ahol a tér-idő-logika ismert szabályai nem érvényesek. A kínai filozófus Chuang Tzu i. e.300 körül azt írta, hogy „Az elmúlt éjszaka azt álmodtam, hogy egy pillangó vagyok. Nem tudom hogy egy pillangónak álmodott ember voltam, vagy most egy pillangó vagyok aki azt álmodja hogy ő egy ember?!” A nyugati gondolkodók hasonlóan vélekedtek. A Szókratész előtti epheszoszi Hérakleitosz (i. e. 535-i. e. 475) görög filozófus „Az Abszolút” című írásában hasonlatos megfigyeléseket jegyzett fel. Bár az álom egy apró titoknak tekinthető, az egyszerű valóság valóságos problémája abból adódik, hogy egy napon mindannyian elalszunk és nem ébredünk fel, véglegesen kilépünk e számunkra ismerős téridőből. Ez az esemény a legtöbb vallás és a filozófia sok területének központi hajtóereje.

#### Jelenségtani valóság
A jelenségtani valóság. A fenomenológia a filozófia egyik irányzata, mely tudatos tapasztalás általi jelenségekből kiindulva próbálja a tapasztalatok lényegi jellemzőit kivonni és tapasztalataink lényegét meghatározni. Az egyszerű valóság szélesebb és szubjektívabb szintjén az egyén korábbi tapasztalatai, kíváncsisága, érdeklődése és az adott esemény személyes értelmezése befolyásolja a rendelkezésre álló megfigyelések válogatását, s így ezek együtt formálják az adott személy által érzékelt valóságot. Bár a valóság e formája többek számára hasonló lehet, időnként mégis előfordul, hogy az esemény tapasztalata oly mértékben egyedüli, hogy soha senki más azt nem tapasztalja meg, vagy esetleg nem is ért egyet vele. Az egyének spirituális megtapasztalásainak legtöbbje a valóság ezen szintjén történik.

#### Igazság
Az igazság egyik (később említett) elmélete szerint egy adott esemény tapasztalásának két vagy több egyén egyetértése tényleges valóságnak tekinthető. Ez a néhány egyén, vagy egy nagyobb közösség által elfogadott értelem az adott csoport számára igazsággá válhat. Ez azt jelenti, hogy különböző csoportok igazsághalmazai eltérőek lehetnek és ennek következtében közösségek és társadalmak meglehetősen különböző elképzelései alakulhatnak ki a külvilág valóságáról és igazságáról. A népek vallásai és hitei jó példák a valóság ezen szintjére. Henry David Thoreau (1817-1862) ezzel kapcsolatban jegyezte meg hogy „Az igazság elmondásához két személy kell – az egyik mondja, a másik hallgatja”.
Más nézetek szerint az igazság a legfelsőbb végső valóság, melynek a szubjektív felismeréstől független alapvető lét-jelentése és lét-értéke van. Az igazságot nem lehet következetes érveléssel megkülönböztetni, hanem csupán ismeretszerzéssel, gondolkodással és elfogadással lehet azt megérteni.

#### Tény
A tény, vagy tényleges entitás legtöbbször egy, a természetes világ megfigyelt olyan jelensége, melyet elemi alapelvként észlelhetünk, csak nagyon kivételes esetekben függ egyéni értelmezésektől. Ilyen tény pl “a nap keleten kel”. Ezt földünk minden népe, nyelvtől, vallástól, vagy bármilyen más megkülönböztető jegyektől függetlenül általánosan elismeri igaznak lenni. Ugyanakkor, bár Kopernikusz (1473 –1543) elméletét igazoló Galileo Galilei (1564 – 1642) állítása, hogy a Naprendszer központja a Nap, ugyan a természetes világ ténye, életében túl kevésen értettek egyet vele ahhoz, hogy igazságnak vélték volna. Ehhez hasonlóan megállapíthatjuk, hogy a világon létező tényszerű állítások a világon elfogadott igazságokhoz képest elenyésző, de ez utóbbi a mintegy számtalan egyéni jelenségtani valóságokhoz képest tekinthető elenyészőnek. A valóságnak ezt a nézetét jól kifejezi Philip Kindred Dick (1928–1982) megjegyzése: “A valóság az, ami nem tűnik el amikor az ember nem hisz benne többé”. A legtöbb tudományos felfedezés, kísérletezés, értelmezés és analizálás ezen a szinten történik.

#### Axióma
Az axiómák magától értetődő valóságok, az ismeretelmélet alapkövei, melyek létezését adottnak veszik és azokon további fogalmakat építenek. A természetes világ tényei nem axiómák, mert igazságuk az adott világ rendszer-szerkezetének tartományában létezik csak. Például: “a Nap keleten kel” állítás a Földön tény, mert az, hogy hol kel fel a Nap a föld forgási irányának következménye, de egy más bolygón esetleg nem lenne igaz. Ugyanakkor például a német matematikus Georg Cantor halmazelméletéből ismert egyesítés elméleti fogalma, minden elképzelhető körülmények között minden világban mindenkor igaz lenne: egy egy elemből és egy négy elemből álló két halmaz egyesítéséből egy ötelemű halmaz származik:
ha A = {a}; és B = { b, c, d, e}; akkor A υ B = { a, b, c, d, e}
Az ilyenfajta fogalmak ténylegesen szigorúbbak és állandóbbak mint akármilyen megfigyelésen alapuló tény. Ugyanakkor pedig vitatkozhatnánk, hogy ez természetes, mert ezek csak triviális igazságok, mivel az olyan fogalmak mint a halmaz, elem, egyesítés, egy, négy és öt mind elvonatkoztatott fogalmak, bármilyen magában-lévő szerkezettel való benső valóság fedezete nélkül – ami igaz. A matematika és geometria logikai állításai ilyen axiómákra épülnek, melyek talán legismertebb gyűjteménye az euklidészi geometria axiómái (amit évezredek után Bolyai János (1802 – 1860) 18 éves korában a sík világunk tényévé redukált Johann Carl Friedrich Gausstól (1777 – 1855) függetlenül és később az ötödik alaptételének elutasításával az általános geometria Lobacsevszkij és Riemann általi kidolgozásához vezetett). Mindezeken felül a végső valóság bizonyos részei vizsgálataink, sőt képzeletünk határain is túl lehetnek. Ugyanakkor a tudomány és filozófia sok fogalma gyakran (a posztmodern) kulturális és társadalmi környezet hatása alatt áll, mint azt Thomas Samuel Kuhn (1922-1996) 1962-ben írt „A Tudományos Forradalmak Szerkezete” című könyvében azt részletesen dokumentálta. A világ legtöbb kulturális konfliktusa még napjainkban is abból származik, hogy bizonyos egyének, vagy csoportok a saját jelenségtani valóságaikat, igazságaikat megpróbálják más népekre vagy közösségekre erőltetni.

### Mi NEM tekinthető valóságnak?
Ld. Valóság cikket.
A filozófiában a valóság ellentéte a nem-lét és a puszta lehetőség. Például az egyszarvúak nem léteznek, így nem tekinthetők valóságnak, vagy az aranyhegy csupán egy puszta lehetőség, s nem valóság (amíg valaki nem fedez fel egyet közülük). Az etikában, a politikai tudományokban és a művészetekben egyaránt a valóságot egy ideálisnak vélt valamivel vetik össze, míg a lélekgyógyászatban (pszichiátria) a szkizofrénia központi kérdése a “valósággal való kapcsolat”. E területek valóság-fogalma jelentősen eltér a filozófiai értelmezésektől, s mondhatnánk, hogy a valóságról szólva gyakran arról beszélünk hogy mi nem az.

## Filozófiai logika

### Lételméleti igazság
A “lét” kérdése ősidők óta foglalkoztatja az emberiség gondolkodóit. Platón és Arisztotelész, a két nagy idealista óta a kérdés tudományos filozófiai jelentőséggel van kezelve, s ehhez képest a realista gondolat csak fiatalnak tekinthető. A lét fő kérdése az, hogy mit tekinthetünk létezőnek, mit jelent az, hogy valami “van”, azaz létezik. A lételmélet alapproblémája az alany, a tárgy és viszonyuk meghatározása. Az ókori filozófusok szerint a létezés kifejezése a főnév használata volt (szerintük minden létezik amit megnevezhetünk). Nem különböztették meg a létezés egyes formáit mint azt a 20. századi egzisztencialisták tették, még a konkrétot sem választották el az absztrakttól (nekik a társadalom, vagy szeretet ugyanolyan valóság volt mint egy fa, vagy egy ház). A felvilágosodás során Descartes elegáns megjegyzése „cogito, ergo sum” (~latin: gondolkozom, tehát vagyok) általános elfogadtatásnak örvendett, de a 20. század során egyre elfogadhatatlanabbá vált. A matematika, fizika és különösen a részecske-fizika eredményei a lét filozófiai lényegét jelentősen átformálták – főleg azzal, hogy az emberiség a lét megismerési korlátaiba ütközött (ld. húrelmélet). Ezzel a fejlődéssel még a Jean-Paul Sartre ateista egzisztencializmusának különböző létezésmódjai is csaknem akadémiai kérdésekké váltak. Úgy mondhatnánk, hogy e korlátok létezés-tudományunkat mintegy vallássá változtatják át annyiban, amennyiben a létezés lényege, maga a valóság is csupán tüneménynek tűnik a 21. század hajnalán. A “mind of God” azaz az Isten elméje új értelmet kap korunkban csaknem ahhoz hasonlóan, mint ahogy Démokritosz atom képzete is a csak “tudományos hit” kategóriájába tartozott évezredekig, úgy isten-fogalmunkat is várhatóan újra kell értékelnünk napjainkban.
Mindenesetre, Aquinói Szent Tamás (1225–1274) a valóságot az Isten elméjében létező gondolat kifejezésének tartotta és minden létezőt, mint a teremtés mintapéldányát, igaznak vélt. Szerinte, az emberi teremtéshez hasonlóan, ahogy egy épület, festmény, költemény, zenemű, vagy egy gép az építész, festőművész, költő, zenész vagy mérnök gondolatát testesíti meg, ugyanúgy Isten teremtményei is annak gondolatát fejezi ki aki a létezést adta nekik.. A különbség csupán az összetettség és tökéletesség mértékében mutatkozik meg. (Summa 1:16:1) Szerinte a létező dolgok aktívak, vagy passzívak lehetnek az egymással való kölcsönhatásaiktól függően. A létező dolgok fejlődőképesek, amennyiben az alkotás gondolatát egyre tökéletesebben testesítik meg, s emellett szaporodnak is, amennyiben kölcsönhatásaik során az okozat az okra hasonlít (magába foglalja azt). Az emberi tudás oka – végső soron – az a dolog ami ismert, vagyis tudott. Ez a dolog az emberben egy gondolatot hoz létre (okoz), mely a dologban megtestesült lényegi gondolathoz hasonló. Ezért olyan dolgok mondhatóak lételméletileg igaznak, melyek egyszerre az emberi ismeret okai és tárgyai.
Létezés a valóságban való előfordulás, vagy egy tényleges “levés”. Kant kimutatta, hogy a létezés nem egy állítmány és Frege szerint a létezés a történetesen előfordulók elsőrendűk tulajdonságainak másodrendű tulajdonságai (ld. Colin McGinn könyvét a Forrásokban). Az a metafizikai kérdés, hogy milyen féle-fajta dolgok léteznek az ontológia területére tartozik és az általánosabb kérdés ténylegesen az, hogy miért van valami ahelyett hogy semmi (sem) lenne…

### Létezési kategóriák
A létezőkről való tárgyalásaink során nem szabad megfeledkezni a létezés különböző kategóriáiról sem. Arisztotelész Kategóriák című értekezésében a Lényeg, Mennyiség, Minőség, Viszonylat, Hely, Idő, Elhelyezkedés, Állapot, Tevékenység és Indulat (Érzelem) témáival foglalkozik. Ez az értekezés manapság erősen vitatott, vagy teljesen elutasított a „lényeg” anyag fogalmának félreértése miatt. Arisztotelész meghatározása szerint a lényeg az ami magában létezik, nem másban. Sokan úgy gondolták, hogy a lényeg létének tagadása azt jelenti, hogy minden létezik másban, amiből az következne, hogy semmi sem létezhet, de mivel dolgok léteznek, be kell látnunk, hogy legalább egy lényeg létezik. Jelenlegi nézetek szerint a létezés következő kategóriát különböztetik meg:

#### Fizikai tárgyak
Egy ház, valakinek a teste, vagy egy fa, vagy felhő (erről lehetne vitatkozni, minthogy valaki azt mondhatná, hogy a felhő nem egy tárgy minthogy az csupán a levegő hőmérsékletének és víztartalmának viszonyára utaló jelenség, bár valaki más azt mondhatná, hogy ilyen alapon csaknem minden más tárgy is csak valamilyen jelenség lenne… és így tovább)

#### Elme
Némely filozófusok (idealisták, dualisták és funkcionalisták (mint többek között René Descartes is) szerint testünk gondolkodó és érzékelő szerve önálló lénynek számít. Mások viszont úgy gondolták, hogy az eszmei fogalom egy fizikai tárgyra redukálható – ezeket fizikalistáknak, vagy materialistáknak hívják. Vannak akik azt mondják, hogy az “elme” csupán egy főnév ami nem szükségszerűen utal a személy lényegére, melyet inkább léleknek kell neveznünk. A kettő között viszonyt sokan a banki záloghoz hasonlították, egyesek pedig testünket anyagtalan lelkünk “űrruhájának” tekintik. Ezzel a problémával teológusok és filozófusok folyamatosan foglalkoznak.

#### Osztályok
A tárgyak csoportosításakor beszélhetünk emberi lényekről, növényekről, vagy autókról. Nyilvánvalóan állíthatjuk, hogy az egyes bolygók mellett a bolygók mint az égitestek egy csoportjának osztálya is egy létező valami. Az ilyen osztályokat gyakran ha nem is konkrét, de absztrakt létezési formának tekintik.

#### Tulajdonságok
Az alma pirossága, vagy pontosabban az összes piros dolgok pirossága egy tulajdonság. Amikor valaki egy tárgy méretéről, színéről, súlyáról stb. beszél, nem a tárgyra, hanem annak egy jellegzetes tulajdonságára utal. A modern filozófiában bizonyos elméleti viták folynak, arról, hogy ezek a tulajdonságok létezőknek tekinthetők-e, azaz hogy van-e valami olyasmi, mint az almák pirossága.

#### Viszonyok
Az asztalon lévő alma az asztallal viszonyban van, tehát valaki azt mondhatná, hogy az alma és az asztal között egy viszony létezik. A Kékes tető magasabb a János-hegynél. Ez is hasonló viszonyra utal, ami “létezik”, de megint csak vannak, akik e létezési formát elutasítják..
Legtöbb filozófus úgy látja, hogy a létezésnek két formája van: a fizikai tárgyak konkrétan léteznek, míg a tulajdonságok, viszonyok és osztályok létezése absztrakt.

### Filozófiai logika alapfogalmai

#### Igazsághordozó / igazságérték
Tehát, az igazság a valóság és a róla alkotott elképzelés viszonya és e viszony vizsgálásával foglalkozik az ismeretelméleti logika. A kérdés ebben a környezetben az, hogy milyen féle-fajta dolgok igazak vagy hamisak. Bár gyakran hallunk igaz barátokról és hamis identitásról, a filozófia szempontjából ezek csupán az „igaz” és „hamis” fogalmak származtatott alkalmazásainak számítanak. Az „igazság” filozófiai jelentősége az állítás és a(z ismert) valóság viszonyára korlátozódik. Például, „az igaz, hogy Pest keletre van Budától” kijelentésben az igazság ellentéte a hamisság, nem az „ál”, vagy „őszintelen” (barát). Szóval kérdés ebben a példában az, hogy milyen féle-fajta dolog az ami ebben az állításban „igaz”? Az állítás az, vagy kijelentés, vagy esetleg a tény az aminek az igazságáról szó van? Ezt a valamit igazsághordozónak hívják. Az igazságérték az igazsághordozó igazságtartalmát értékeli, hogy az igaz- vagy hamis-e (nem az igazsághordozó értékességét). Tehát a példánknál maradva a filozófus arra kíváncsi, hogy mi az igazságértéke annak az igazsághordozó állításnak, hogy „Pest keletre van Budától”? Ebben az esetben az állítás igaz, mert bizonyítható, hogy ha Budáról Pestre akarunk jutni, akkor keleti irányba kell mennünk.

#### Mondatzseton / mondattípus
Az igazsághordozó egy állítás, kijelentés, elmélet, tény, vélemény, elv, stb. lehet. Más kérdések ebben a témakörben arra vonatkoznak, hogy az igazsághordozók nyelvtől függő nyelvészeti, vagy nem nyelvészeti dolgok-e, és hogy a tér-időben létező konkrét, vagy attól független absztrakt dolgok-e. Mondatok nyelvészeti képzetek, melyek mind természetes (mint például a magyar nyelv), mind pedig mű nyelvekben (mint például BASIC) léteznek mégpedig két értelemben is: az absztrakt mondattípuslehet kijelentő, kérdő, vagy felszólító, míg a mondat-zseton a mondat konkrét megjelenítésére vonatkozik (mint a papíron hagyott tintanyom, vagy egy sajátosan formált hang, vagy a képernyőn képzett betűsor stb.). Hosszú és gondos mérlegelések (ld. Igazsághordozó c.cikket) után filozófusok legtöbbje jelenleg egyetért abban, hogy az igazsághordozó a kijelentés állítása. Állítások absztrakt entitások melyek nem léteznek a tér-időben, s amiket néha „időtlen”-nek, vagy „örökkévaló”-nak esetleg „omnitemporal” (mindenidejű)-nek neveznek és Gottlob Frege (1848–1925) javaslatát (hogy az állítás egy „gondolat” lenne) elutasítják. Főleg a nominalisták részéről felhozott kifogások miatt az igazsághordozó, a mondat és az állítás viszonyai komoly filozófiai problémát jelent napjainkban.

#### Igazság alaptörvényei
Az egyszerű logikai rendszerekben az igazságérték vizsgálatakor két alapelvet alkalmaznak:
1. Minden állítás igaz vagy hamis – ez a kizárt harmadik törvénye
2. Egy állítás nem lehet egyszerre igaz és hamis – ez az ellentmondás-mentesség törvénye.

#### Állítás nélküli mondatok
A mondattípusok közül csakis a kijelentések fejezhetnek ki állításokat. A “Ki győzött a tegnapi meccsen?” mondat nem tartalmaz állítást, s hasonlóan “Csukd be az ajtót !” felszólítás sem. Ugyanakkor pedig felmerül a kérdés, hogy minden kijelentő mondat tartalmaz-e egy állítást? A következő négy kijelentő mondat fajtát sokan nem tekintik állításoknak:
1) A hivatkozás nélküli mondatok.' Peter Frederick Strawson (1919–) szerint a „Franciaország jelenlegi királya kopasz” kijelentés nem tartalmaz állítást, de Bertrand Russell (1872–1970) nem értett egyet ezzel. Szerinte a kijelentés hamis állítást tartalmaz, ami nem a kopaszságra utal, hanem mert azt sejteti, hogy Franciaországnak van királya, ami természetesen nem igaz, így a második része lényegtelenné válik.
2) A jövőbeli események jóslatai. Arisztotelész híres problémájáról hogy a „Holnap tengeri csata lesz.” kijelentés tartalmaz-e állítást, jelenleg az a vélemény, hogy nem tartalmaz igaz, vagy hamis állítást. Már ő is sikeresen bizonyította, ha egy ilyen kijelentés valami igaz, vagy hamis állítást fejezne ki, akkor az emberiség szabad akarata lenne megkérdőjelezve. Megjegyzendő, hogy Willard Van Orman Quine (1908–2000) és mások a logikai dedukció védelmében vitáznak ezzel a véleménnyel és a következő gondolatmenetet hozzák fel: 
Ha holnap megrohanják a bankot, akkor az igazgatót fel kell ébreszteni
Megtudtuk, hogy holnap megrohanják a bankot.
Tehát az igazgatót fel kell ébreszteni.
Bár némelyek ezt a példát nem tartanák jó vitaalapnak (mert az igazgatót nem szükségszerűen csak az “Igazság” ismeretében, hanem a szóban forgó eshetőség fenyegetése, vagyis gyanúja miatt is fel kell ébreszteni) a jövőbeli események jóslatainak igazságtartalma egyelőre eldöntetlen kérdésnek számít és a Logikai Determinizmus foglalkozik vele. 
3) Hazug mondatok. – Saul Aaron Kripke (1940–) szerint például “Ez az állítás hamis”, vagy “Most hazudok” kijelentések az igazságérték-résbe esnek és nem tekinthetőek állításnak. Ld. Paradoxon című cikket.
4) A morális, etikai vagy esztétikus értékeket kifejező mondatok. – például “Gyermekek kínzása helytelen”, vagy “Mona Lisa gyönyörű” kifejezéseket a filozófia szempontjából álcázott véleményeknek tekintik és így sok filozófus szerint az ilyen mondatok nem tartalmaznak valós állítást.

#### Tautológia – szószaporítás
Bár a mindennapi beszédben egy kijelentést hogy “Ha sem Jancsi, sem Zsuzsi nincs itt, akkor Jancsi nincs itt” magától értetődő szószaporításnak tartjuk, mégis az ilyen kijelentések ténylegesen logikai igazságok, azaz bizonyítottan szükségesen igazak logikai formájuknál fogva, s nem lehet hamis állításhoz használni.
A filozófiai logikában a tautológiát a helyettesítés szabályának hívják. Megintcsak, egy kijelentés hogy “Jancsi magas és Jancsi magas” mindegyikőnk számára egyértelműen egyenértékű azzal, hogy “Jancsi magas” és értelmetlen szószaporításnak találjuk, de a számítógépek által is kiterjedten alkalmazott logikai számításokban alapvető fontosságú.

### Igazságelméletek
Az állítás és tárgyának viszonyáról, az igazságfogalom jelentéséről különböző elméletek alakultak ki.

## Az igazságon túl az ismeretig
Mikor Pilátus megkérdezte Jézustól “Mi az igazság?” (Ján 18:38) nem csak saját kíváncsiságát fejezte ki. Az emberiség őskorától kezdve fennáll a kérdés: “Hogy állapíthatjuk meg hogy egy állítás igaz-e, hacsak nem tudjuk hogy igaz?” Arisztotelész híres kérdése a jövőt illető kontingens állításról szólt “Holnap tengeri csata lesz” nem lehetett igaz most, mert igazsága a részt vevő tengerészek szabad akaratával ütközött volna. A megfelelési és jelentéstani elméletek támogatói azzal érvelnek, hogy az állítást nem kell ismerni ahhoz hogy igaz legyen. Szerintük az igazság az állítás és a világ állapotának viszonyára vonatkozik, azaz senkinek sem kell tudnia azt amit az a viszony tartalmaz, sőt, a viszony fennállásához még egy tudatos lény sem szükséges: az igazság az állítás tényszerű jellemzője, így az nem lehet szubjektív.
Ahhoz hogy egy igaz állítás ismert legyen, elengedhetetlen az, hogy az egy igazolt hit legyen. Az igazsággal ellentétben az igazoltság az állítások közötti különleges viszonyt igényel. Ahhoz hogy egy állítás igazolt legyen, az a legkevesebb, hogy összefüggjön és egyetértsen a már elfogadott más állításokkal. Ezen az alapon az állítások közötti összefüggés, egyetértés alapvetően fontos az ismeretelmélet szempontjából, de a megfelelési és jelentéstani elméletek szerint az igazság szempontjából nincs jelentősége. Végül pedig, az ismeretelméletben oly központi szerepet játszó összefüggés tárgyi- vagy alanyi (objektív / szubjektív) jellegéről eltérő vélemények alakultak ki, mely az igazságelméleten túl, a lételmélet irányába mutat.

### Igazmondó gép
A jelentéstanosok szerint, mondjuk, ha meg akarnánk érteni azt, hogy mit jelent az hogy “agglegény”, akkor nem lenne szükséges tudni azt, hogy ki az agglegény, vagy hogy milyen módon találhatnánk egyet. Hasonlóan, ha meg akarjuk érteni hogy mi “igaz”, akkor nem kell tudnunk azt hogy mi igaz, vagy hogy hogy találhatnánk valamit ami igaz. Ettől függetlenül, az érdekes lenne ha egy állításról meg tudnánk állapítani azt hogy igaz-e.
Leibniz (1646-1716) álmodozott egy “igazmondó gép” szerkesztéséről: “Milyen nagyszerű lenne az emberi okfejtést a legkitűnőbb és leghasznosabb dolgunk, a matematikai törvények alá hozni..Ez felszabadíthatná elménket a dolgokra való közvetlen gondolattól és mégis minden jól alakulna ki” Bár a ténylegesen elért eredmények nem sokkal többek egyszerű csalódásnál, ez az álom sok-sok gondolkozót elgondolkoztatott. Ez a gondolat jelenti a filozófiai alapját az olyan próbálkozásoknak mint az adatbázisok, szakértői rendszerek és legújabban az adatbányászat.
1920-as években David Hilbert megpróbált kidolgozni egy nagyon pontos formális nyelvezetet a számolás mondatainak képviseletére. Reménye az volt, hogy e nyelvezettel az axiómákból az aritmetika minden tételét létre tudja hozni és ezzel megmutatni hogy az aritmetika minden igaz állítása elvileg elméleti tételként bizonyítható, ami az aritmetika igazságfogalmát nagyon szilárd alapokra helyezné. Az axiómák ezáltal minden igazságot és csakis az igazságot tartalmaznák. Hilbert legnagyobb sajnálatára Kurt Gödel (1906–1978) 1931-ben kiadott az “Első teljességtelenség tétel” című művében bizonyította, hogy minden klasszikus, önmagában következetes aritmetikai kifejezés-nyelvezetnek szükségszerűen kell olyan aritmetikai mondatokat tartalmaznia, melyek az adott rendszerből nem vezethetők le, azaz az olyan mondatok által kifejezett állítások igazsága nem bizonyíthatóak a rendszeren belül. Ez azt jelenti, hogy az igazság fogalma a klasszikus formális nyelvezetben meghaladják a bizonyítás fogalmát. Ez a megállapítás egy igen jelentős, pontos bepillantást adott az igazság természetébe.

### Redukált definíció
A modern elméletek meghatározásai nem igen ismertek és még kevésbé terjedtek el a szűk akadémiai és szakértői körökön kívül. Szerencsétlenségünkre az igazság egyetlen átfogó meghatározása nem létezik. Mint láthattuk is már, sokkal könnyebb megítélnünk mindazt ami NEM igaz, mintsem hogy megmondhatnánk hogy mi igaz. A meghatározás tehát csak a meglehetősen számos nyelvészeti eszközökben létezik. Ilyen eszközök a szinonimák (hasonló jelentésű szó), antonímák (ellentétes jelentésű szó), metafórok (szókép), szimilik (hasonlóság: Ágika olyan, mint egy rózsa), allegória (álomkép), példák, a kifejezést közelítő tárgyra való mutatás, vagy éppen az ellenkezőjével, vagy az összekeverttel való összehasonlítás, szótári meghatározások és idézetek stb.
Azt mondhatnánk, hogy egy általánosan elfogadható igaz állításnak egyszerre kell megfelelnie a tényeknek, azokkal azonosnak kell lennie és jelentéstanilag egyértelműnek, valamint valami köztiszteletben álló személy által elhirdetett, közmegegyezés által elismert és történelmileg hasznos ismeretnek kell lennie. Csoda hát, hogy az igazság mint olyan, sok vita tárgyát képezi?

### Paradoxonok
A kérdés az, hogy van-e lehetőség arra, hogy valamilyen módon elkerüljük a feloldhatatlan ellentmondásokat mint például “Én most hazudok”, vagy “Tud a Mindenható olyan követ teremteni amit nem tud felemelni?”, vagy “…Saját prófétájuk mondta: ‘A krétaiak mindig hazudozók…’” (Titusz 1:12). Az egyszerű válasz az, hogy nincs ilyen lehetőség. Tarski kimutatta, hogy ha egy állítás saját igazságfogalmát tagadja, akkor önellentmondásba kerül. Ez egyszerű esetekben mulatságos lehet, de összetettebb helyzetekben sok gondot okozhat. Tarski bizonyítása alapján ha egy pontosan formált nyelvezet tartalmazza a saját általános állítását, akkor a nyelvezet maga lehetővé teszi hogy magunkat önellentmondásba érveljük. Ez minden igazságelméletünknek bizonyos határokat állít fel. Egyelőre a legjobb megoldásnak a “rendszeres megközelítés” látszik: azaz próbálják a határozatlanságot elkerülni és megoldásaik következményeit illetően pontosnak lenni. Ugyanakkor pedig Wittgenstein elutasította ezt a rendszeres megközelítés elvét és természetes nyelvünk, saját megérzéseink megőrzését javasolja egy jelentéstanilag következetes elmélet kidolgozása helyett…!

### A tudományos kutatások célja
Kivételes esetektől eltekintve a legtöbb kutató saját eredményeinek igazságértékét megközelítőnek tartaná. Ennek ellenére nincs szükség egy új “megközelítő igazság”-fogalom kifejlesztésére, mert azt mondhatjuk, hogy a kutatók célja az igazság felderítése, bár azt csak részlegesen érik el, azaz eredményeik csak megközelítőek.
Ugyanakkor más filozófusok szerint tévedés a kutatók célját az igazság eléréseként meghatározni. Ezek az un. „tudományos anti-realisták” elképzelései szerint a fizikai, gazdasági, vagy meteorológiai kutatások célja nem az “igazság” felderítése, hanem bizonyos, megnevezett igények kielégítése, azaz a hasznosság. E nézetek főbb képviselői Peirce, James, Schlick és Kuhn. Az így gondolkodók szerint az atomelmélet nem igaz vagy hamis, hanem a kísérletek eredményeinek megjósolása és a meglévő adatok megmagyarázása szempontjából hasznos, vagy haszontalan (alkalmas vagy alkalmatlan). Giere ezzel szemben a tudomány célja a lehető legjobb „képviselet” létrehozása. Ezt olyan értelemben használja, mint ahogy egy térkép képviseli a földrajzi alakulatokat: egy térképet senki nem tartana “igaz”-nak, mert az az adatokat csak több-kevesebb pontossággal képviseli. Ehhez a megközelítéshez hasonlóan a tudományos elméleteket az ismert adatokra kell illeszteni. A tudósoknak nem szabadna “igaz elmélet”-eket kidolgozni, hanem a világot képviselő modelleket kell készíteniük.

### Szubjektív / Objektív igazság
Az objekt vagy tárgy az, amit megfigyelünk, és szubjekt vagy alany az, aki megfigyel. A szubjektív, vagy alanyi érzékelés az, például aminek a piros szín tűnik nekem (pirosság), vagy az amit érzek mikor fáj a lábam (fájdalom), vagy mikor örülök neked (öröm). Filozófiailag a szubjektív igazság a megfigyelés minőségének egy független tárgyként való értelmezése. C. I. Lewis, az 1929-es Elme és a világrend című könyvében ezt “kváliá”-nak nevezte, és Daniel Dennett azt mondta róla, hogy a szubjektív igazság kimondhatatlan (csakis közvetlen tapasztalással ismerhető meg), lényegi (független a tapasztalat más dolgokhoz való viszonyától) és privát (azaz nem lehet összehasonlítani az én és más igazságát), valamint hogy az a tudatban azonnal, közvetlenül felfogható. Az arabok azt mondják a kávé ízéről: “Aki ízleli tudja, aki nem ízleli nem tudja”. A Metafizikai Szubjektivizmus állítása szerint minden igazságunk ilyen jellegű, azaz minden amit ismerünk valamilyen úton-módon saját szubjektív tapasztalatainkból származik. Ez a nézet nem szükségszerűen tagadja a realizmust, de állítása szerint a való világról nem lehet közvetlen ismeretünk.
Ezzel ellentétben a Metafizikai Objektivizmus szerint az objektív igazságok valamilyen módon függetlenek saját hiteinktől és érzékeléseinktől. Karl Popper, Kant és Arisztotelész szerint az ilyen igazságok nem az emberi elmében, hanem a külső világban léteznek, de Maurice Merleau-Ponty szerint az ilyen igazságokat csak olyan valaki érzékelheti, aki a világot egyszerre mindenütt, s annak teljességében figyeli – amit csak Isten képes megtenni. A híres talányra -hogy “Ha egy fa ledől az erdőben és senki nincs jelen hogy hallja, csinál zajt vagy sem?”- adott válasz jól megvilágítja a szubjektivizmus és objektivizmus közötti különbséget. Míg az utóbbi szerint a válasz igen, az előbbi szerint nem. George Berkeley azt mondaná, hogy a fa zajt csinál, mert Isten mindig jelen van és hallja azt. Mindenesetre a tárgyi valóság értékelése és megértése szempontjából az érzékelés jelentősége vitatott. Realizmus szerint az érzékelés kulcsfontosságú a tárgyi valóság megfigyelése szempontjából, míg az instrumentalizmus azon a véleményen van hogy az érzékelés haszna nem a megfigyelésben, hanem az értelmezésben van. Ez a kérdés a tudomány filozófiai alapjai szempontjából nagy jelentőségű.

### Relatív / Abszolút igazság
A relatív, vagyis viszonylagos igazságok olyan kijelentések vagy állítások, melyek igaz volta valamilyen viszonyítási alap, mint egy szabvány, vagy egyezmény függvénye. Például az, hogy én az oszlop jobb vagy bal oldalán állok-e attól függ, hogy a megfigyelő hol áll. Általában véve az állítás hivatkozási alapja, a hivatkozó saját kultúrájából adódó szabvány, szokás, vagy világnézet. A relativizmus tanítása szerint egy adott gondolattartományban lévő minden igazság ilyen jellegű, és így az, hogy mi igaz, attól függ, hogy a kérdés melyik kultúrában, korban és helyen vetődik fel. Ez érvelés logikai szerkezetét az ún. relativista megtévesztés taglalja. Erkölcsi relativizmusnak nevezik azt a nézetet, mely szerint az erkölcsi igazságokat a társadalom szabja meg.
Az abszolút igazságok viszont olyan kijelentések és állítások, melyek minden kultúrában és korban igaznak bizonyulnak. Az abszolutizmus tanítása szerint egy adott gondolattartományban lévő minden állítás és kijelentés vagy abszolút igaz, vagy abszolút hamis helytől, kortól és kultúrától függetlenül. A posztmodernista világunkban az abszolút igazság haldoklik, s csak néhány filozófus -mint például Herman Dooyeweerd (1894–1977)- főleg a vallás és kapcsolódó erkölcsi oldalról próbálják életben tartani. Azt mondják: “Hitünk szerint a lelki igazságok abszolútak, de ez igazságoknak az alkalmazása a hirdetésének és gyakorlatának korát, helyét és körülményeit tükrözik…” Filozófiában az abszolút igazság általában a lényegit különbözteti meg a felszínestől, azaz Plató fogalmát használva az Ideálist az Valóságostól (amit Plátó az Ideális árnyékának tekintett). Vallásos csoportokban ez a kifejezés az adott hit, vagy hitrendszer tekintélye forrásának tekintik, mint például ahogy a keresztények a Bibliát annak tekintik. Tudományban a relativitás elmélet és a kvantum mechanika tette kérdésessé egy abszolút valóság létezését, s bár a fizikai világunkról szerzett ismert tények egy egységesítő elméletbe való összekapcsolására tett próbálkozások (mint például a húrelmélet) ez ismerethalmaz abszolút igazságának felfedezésére tett erőfeszítésnek tekinthetők. Matematikában ugyanakkor bizonyítottan léteznek abszolút igazságok. Ilyenek az axiómák és a matematika alapelvei, mint például az egyesítés elve. Logikában a matematikában is alkalmazott bizonyítási stratégia a reductio ad absurdum használják ilyen igazságok létének bizonyítására. Eszerint, ha egy kijelentés tagadása ellentmondáshoz vezet, akkor az eredeti állítás igaznak bizonyul. Például mondjuk, hogy “Az abszolút igazság létezik”. Ha feltételezzük azt, hogy ennek ellentéte, tehát hogy „Abszolút igazság nem létezik”, feltétel nélkül, minden esetben általánosan igaz, akkor -a definíció alapján is- ez egy abszolút igazság lenne, mely önmagának ellentmond, tehát az eredeti állítás igaz. Megjegyzendő azonban, hogy ez a bizonyítás, csupán önmagára vonatkozik, s nem alkalmazható Isten, pokol, vagy más galaxisokról származó kis zöld lények létének igazolására, vagy még minden állítás igazságértékének megállapítására sem. Kurt Gödel 1931-ben kimutatta, hogy vannak olyan logikai kijelentések, melyek igazsága nem meghatározható.

## Kifejezések
Az igazságfok az állítás igazságértékének mértékét határozza meg. Például halmazelméletben annak az állításnak, hogy “Nulla a {0} halmaz eleme” igazságfoka 1 (igaz), míg a “Egy a {0} halmaz tagja” kijelentés igazságfoka 0 (hamis). A fuzzy logikában egy állítás igazságfoka [0,1] tartományban bármilyen valós értékét felvehet. Lehet egy olyan fuzzy halmazt F-et meghatározni, melyben a “Nulla az F halmaz tagja” állítás igazságfoka ½ lenne. Nem szabad összetéveszteni az igazságfokot a valószínűséggel: az előző példa nem azt jelenti, hogy nullának egy a kettőben esélye van ahhoz, hogy az F tagja legyen! Például annak az állításnak, hogy „1956. október 23-án esett az eső Budapesten” van egy bizonyos igazságfoka, melyet csak bizonyos mértékben tudunk meghatározni: ha tényleg esős nap volt, akkor 1-hez lenne közelebb, ha napos idő volt, akkor 0-hoz.
Az evangéliumi igazság valami feltétlen igazságra utal. Például “Minden szava evangéliumi igazság volt” nem arra utal, hogy a beszélő az Újszövetségből prédikált, hanem hogy színtiszta igazat mondott… Ez a kifejezés a Reformáció korából származik és a 19. század közepétől terjedt el általánosabb értelemben való használata.
Az igazság pillanata valamilyen kritikus döntéshelyzetre utal, amikor valaki egy végső próbának van kitéve. Például “Eljött az igazság pillanata, szeretsz vagy nem?”. Ernest Hemingway 1932-es novellájában arra a pillanatra használta, amikor a bikaviadalon a matador leszúrta a bikát.
A meztelen igazság kifejezést az egyszerű, túlzásoktól és leplezéstől mentes tényekre használják. A 16. századból származó angol mesében az Igazság és Hamisság együtt mentek fürödni, de mikor Hamisság elvette Igazság ruháját, Igazság inkább meztelenül ment haza, mintsemhogy a másik ruháját magára vette volna.
Az igazság pelyhe a Maat egyiptomi istennő jelképe, melyet az őt ábrázoló rajzokon a feje tetején visel és ősi szövegekben az istennőre vonatkozó közvetett utalásként használták. A rajzokon a szív megméretésének szertartását ábrázolják, ahogy Maat a szívet a mérlegre helyezi. A halott szívének “pehely-könnyű”-nek kellett lennie, hogy a kívánatosabb világba beengedtessék.
A költött, vagy fikciós igazság a logikai következtetésekben alkalmazott kijelentés, vagy bizonyítás, mely nem szükségszerűen igaz attól függően, hogy a következtetés sor logikailag hibátlannak tekinthető. Gyakran az ilyen gondolatsorokat érdekességként, vagy szórakozásként (például viccekre) használják. A karikatúrák is a fikciós valóság képi megjelenítésének tekinthetők.
A “Tényekből keresd az igazságot” Mao Ce-tung kedvenc mondása volt a Kulturális Forradalom idején Kínában, melyet az akkor államilag elvárt (sokszor erőltetett) önbírálatok serkentésére használt, és melyet Maó halála utáni Teng Xiao-ping saját céljaira átvett az ún. pragmatizmus támogatására. Új értelme az volt, hogy a politikai ideológia alkalmazása helyett gyakorlati haszonnal járó gazdasági és politikai megoldásokat kell keresni.
Az igazságszérum – olyan vegyszerek összefoglaló neve, amelyeket vallatáskor a rab ítélőképességének és magasabb tudat-funkcióinak letörésére használnak rendőri, kémelhárítói, katonai szervek. Ezek a szerek gyakran tartalmaznak alkoholt, szcopolaminét, nátrium-tiopentált vagy nátrium-pentotált, LSD-t, barbiturátot és amfetamint.
Az üres igazság egy értelmetlen, de esetleg igaz állítás. Például “A kenyérben lévő minden elefánt rózsaszínű” egy üres állítás, mert a kenyérben nyilvánvalóan nincsenek elefántok, így azok színét megállapítani nem lehet. Egy másik példa:”Ha egy prímszám páros és kettőnél nagyobb, akkor osztható hárommal” – mivel a kettőn kívül nincs több páros prímszám, az állítás igazságértéke nem számít. Míg a kijelentés hogy “Nulla matematikus kell egy égő kicseréléséhez” nem üres igazság (és nem is igaz), addig a “A nulla matematikusból álló csoport minden tagja ki tudja cserélni az égőt” állítás egy üres igazság… Azt gondolhatnánk, hogy az ilyen üres igazságokat nem nehéz elkerülni, mégis a matematika történetében gyakran előfordult, hogy valamilyen elfogadott igazság ellentétének ellentmondásával való bizonyítás ilyen csapdába került.